# Lee Shaw
Lee Shaw (25. června 1926 – 25. října 2015) byla americká jazzová klavíristka. Měla klasické hudební vzdělání. Studovala na American Conservatory of Music, kde v roce 1961 potkala svého budoucího manžela, bubeníka Stana Shawa. Založili společné trio a vystupovali převážně v okolí Chicaga. Činnost tria pokračovala i po úmrtí jejího manžela (2001). Se svým triem hrála vedle Spojených států amerických také v Evropě (2007–2009). Rovněž spolupracovala s Johnem Medeskim. Medeski byl rovněž jejím studentem. V srpnu 2015 byl představen dokumentární film Lee's 88 Keys, jehož režisérkou byla Susan Robbins. Hudebnice zemřela v říjnu téhož roku ve věku 89 let.